# Berberis insignis
Berberis insignis är en berberisväxtart. Berberis insignis ingår i släktet berberisar, och familjen berberisväxter.

## Underarter
Arten delas in i följande underarter:
- B. i. incrassata
- B. i. insignis